# روث هاو
روث هاو (بالإنجليزية: Ruth Howe)‏ هي مجدفة بريطانية، ولدت في 14 مايو 1959 في تافيستوك في المملكة المتحدة.

## وصلات خارجية
- روث هاو على موقع الاتحاد الدولي للتجديف (الإنجليزية)
- روث هاو على موقع اللجنة الأولمبية الدولية (الإنجليزية)
- روث هاو على موقع أوليمبيديا (الإنجليزية)